# Global Finance
Global Finance — англоязычный ежемесячный финансовый журнал. Журнал основан Джозефом Д. Джиаррапуто, бывшим издателем журнала Venrute для антрепренёров, совместно с Карлом Дж. Бергеном, Стефаном Спаном, Х. Алланом Ферналдом и Паоло Панераи для освещения глобальной финансовой информации. Целевую аудиторию журнала составляют председатели, президенты, генеральные директора, финансовые директора, управляющие финансами и прочие финансовые чиновники. Издание распространяется в 158 странах мира с более чем 50 050 подписчиками и получателями, их число сертифицировано BPA Worldwide.
Веб-сайт по адресу gfmag.com был повторно запущен в 2009 году и его читателями являются наиболее финансово грамотные пользователи интернета, что существенно дополняет аудиторию журнала. Gfmag.com предоставляет аналитику, статьи и премии, что является наследием 22-летнего опыта работы в области международных финансов и представляет собой ценный источник данных о 192 странах.
Журнал принадлежит Global Finance Media, Inc., а основным её владельцем является Class Editori, итальянская издательская компания, выпускающая две финансовые газеты, журналы и стиле жизни, владеющая новостными агентствами, компаниями цифрового телевещания и т. п. Джозеф Д. Джиаррапуто является вторым по величине держателем акций.
Журнал Global Finance имеет офисы в Нью-Йорке, Лондоне, Милане и Рио-де-Жанейро.

## Особенности
Global Finance печатает отчёты о международном финансовом секторе. Темы его статей покрывают сферы корпоративных финансов, совместных предприятий, профили стран, рынки капиталов, связи с инвесторами, валюту, банковскую сферу, управление рисками, заключение под стражу, прямые инвестиции и управление капиталом.
Журнал также осуществляет в течение года несколько церемоний награждений за присуждённую победу финансовых институтов и компаний. Крупнейшие из этих церемоний проводятся на ежегодных встречах МВФ и Всемирного банка.
Так, например, по итогам 2017 года следующие финансовые институты были отмечены наградами:
- В рейтинге лучших частных банков мира (World’s Best Private Banks Awards-2017), первое место было присуждено швейцарскому финансовому конгломерату UBS[3].
- Самым инновационным частным банком мира был назван Citi, в номинации «Лучший частный бутик-банк» первое место было присуждено Banque SYZ[англ.], лучшим банком для топ-менеджеров назван Morgan Stanley[4].
- Лучшими частными банками для капитала,
  - не превышающего $1 млн стал испанский Santander[3][4];
  - от $1 млн до $25 млн — сингапурский DBS Bank[3][4];
  - превышающего $25 млн — американский JP Morgan[3][4].
- Лучшим банком на развивающихся рынках признан бразильский Itaú Unibanco, как лучший банк для инвестирования был отмечен сингапурский United Overseas Bank (UOB), а для предпринимателей — американский Northern Trust[3][4].